# Sand-Radmelde
Die Sand-Radmelde (Bassia laniflora), auch Sand-Kochie genannt, ist eine Pflanzenart aus der Gattung der Radmelden (Bassia) innerhalb der Familie der Fuchsschwanzgewächse (Amaranthaceae). Sie ist in Eurasien weitverbreitet.

## Beschreibung

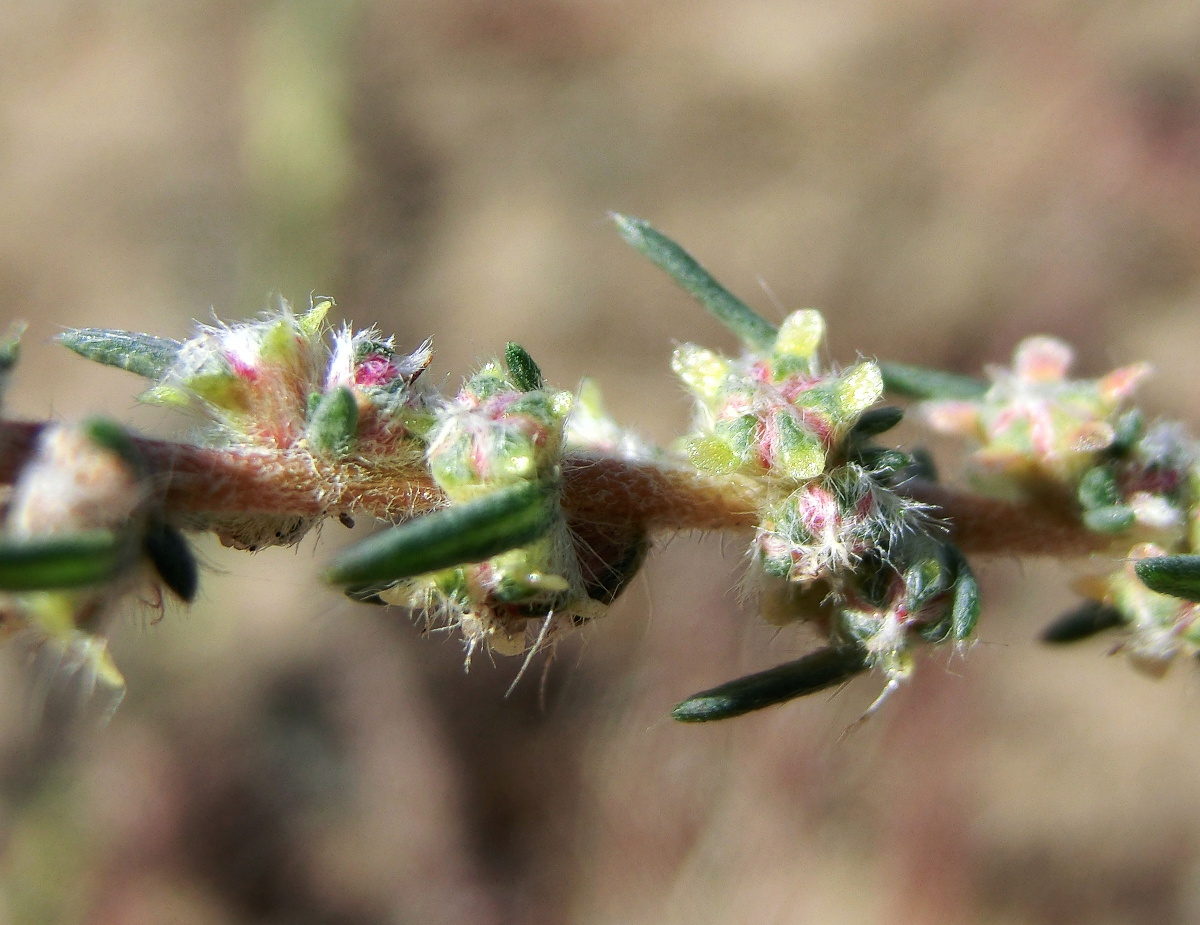
Blüten und junge Früchte

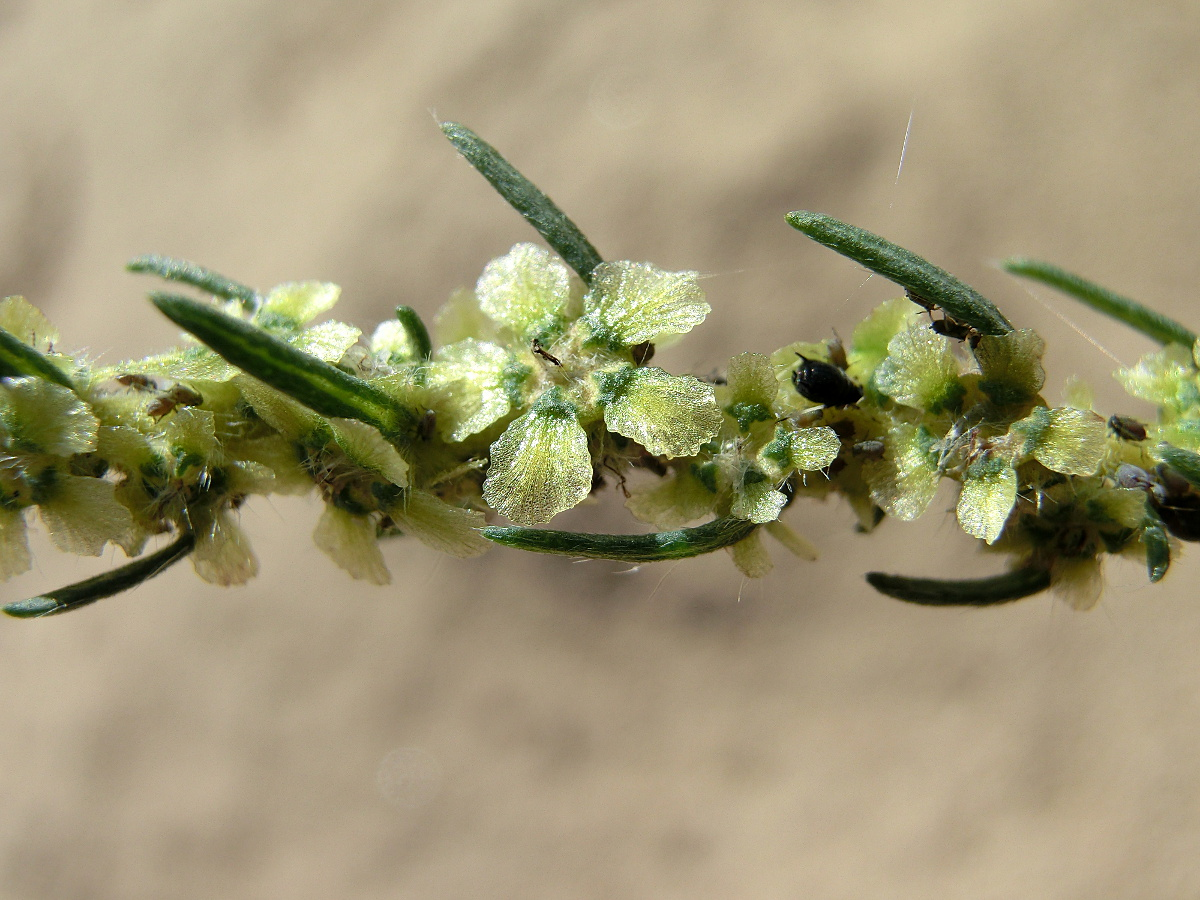
Früchte

### Vegetative Merkmale
Die Sand-Radmelde wächst als einjährige krautige Pflanze, die Wuchshöhen von 20 bis 50, selten bis zu 80 Zentimetern erreicht. Sie ist meist am Grunde locker verzweigt mit niederliegenden oder aufsteigenden zarten Ästen. Die oft rötlich überlaufenen Stängel sind ungestreift und leicht gerippt. Sie weisen zunächst eine dichte flaumige Behaarung auf, später verkahlen sie.
Die wechselständig angeordneten Laubblätter sind abstehend oder leicht nach oben gebogen und sitzend. Die einfache Blattspreite besitzt einen halbstielrunden Querschnitt und ist bei einer Länge von bis 2,5 Zentimetern linealisch mit etwas zugespitztem oberen Ende sowie ganzrandig.

### Blütenstand und Blüte
Die Blütezeit reicht von August bis Oktober.
Die Gesamtblütenstände bestehen aus unterbrochenen ährigen Teilblütenständen. Die Blüten sitzen einzeln oder zu zweit bis dritt geknäuelt in den Achseln der Tragblätter. Am Grunde weisen die Blüten einen Kranz langer weißer oder hellbrauner Trichome auf. Auf dieses kennzeichnende Merkmal bezieht sich der wissenschaftliche Artname (Bassia laniflora = Wollblütige Bassia).
Die Blüten sind fünfzählig. Blütenhüllblätter sind grün und im oberen Teil leicht fleischig. Es sind fünf Staubblätter vorhanden, die Staubbeutel besitzen eine Länge von etwa 1 Millimeter. Der zusammengedrückt-kugelige Fruchtknoten trägt zwei oder drei kurze Narben.

### Frucht und Samen
Zur Fruchtzeit tragen die Blütenhüllblätter auf dem Rücken trockenhäutige, rautenförmig-eiförmige Anhängsel, welche deutlich voneinander getrennt sind. Die häutige, weißliche Fruchtwand umgibt den Samen. Der schwarz-braune oder schwarze Samen ist bei einem Durchmesser von 1,5 bis 2 Millimetern breit-eiförmig. 

### Chromosomenzahl
Die Chromosomenzahl beträgt 2n = 18.

## Ökologie
Die Bestäubung erfolgt durch den Wind (Anemophilie).

### Photosyntheseweg
Die Sand-Radmelde ist eine C4-Pflanze. 

## Vorkommen
Das Verbreitungsgebiet der Sand-Radmelde umfasst Europa und Nordafrika, Vorder- und Zentralasien bis zum nördlichen Teil des chinesischen Xinjiang. Sie hat ursprüngliche Vorkommen in Europa in Spanien, Frankreich, Italien, Deutschland, Polen, Tschechien, Österreich, Slowakei, Ungarn, Kroatien, Serbien, Albanien, Griechenland, Bulgarien, Rumänien, Moldau, Ukraine, Belarus und Russland.
Die Sand-Radmelde besiedelt subkontinentale bis kontinentale Gebiete und kommt in trockenen Steppen- und Halbwüstengebieten vor.
Die Sand-Radmelde benötigt volle Besonnung und hohe bis extrem hohe Temperaturen. Sie wächst in semiaridem Klima auf stickstoffärmsten Standorten und besonders auf lockeren Sandböden. 
In Deutschland wächst sie in Äckern und kurzlebigen Unkrautfluren, sowie in Trocken- und Halbtrockenrasen (Sand-Magerrasen). Sie ist in Mitteleuropa eine Charakterart des Jurinea-Koelerietum aus dem Verband Koelerion glaucae, kommt aber auch im Bromo-Corispermetum aus dem Verband Salsolion vor.

### Gefährdung

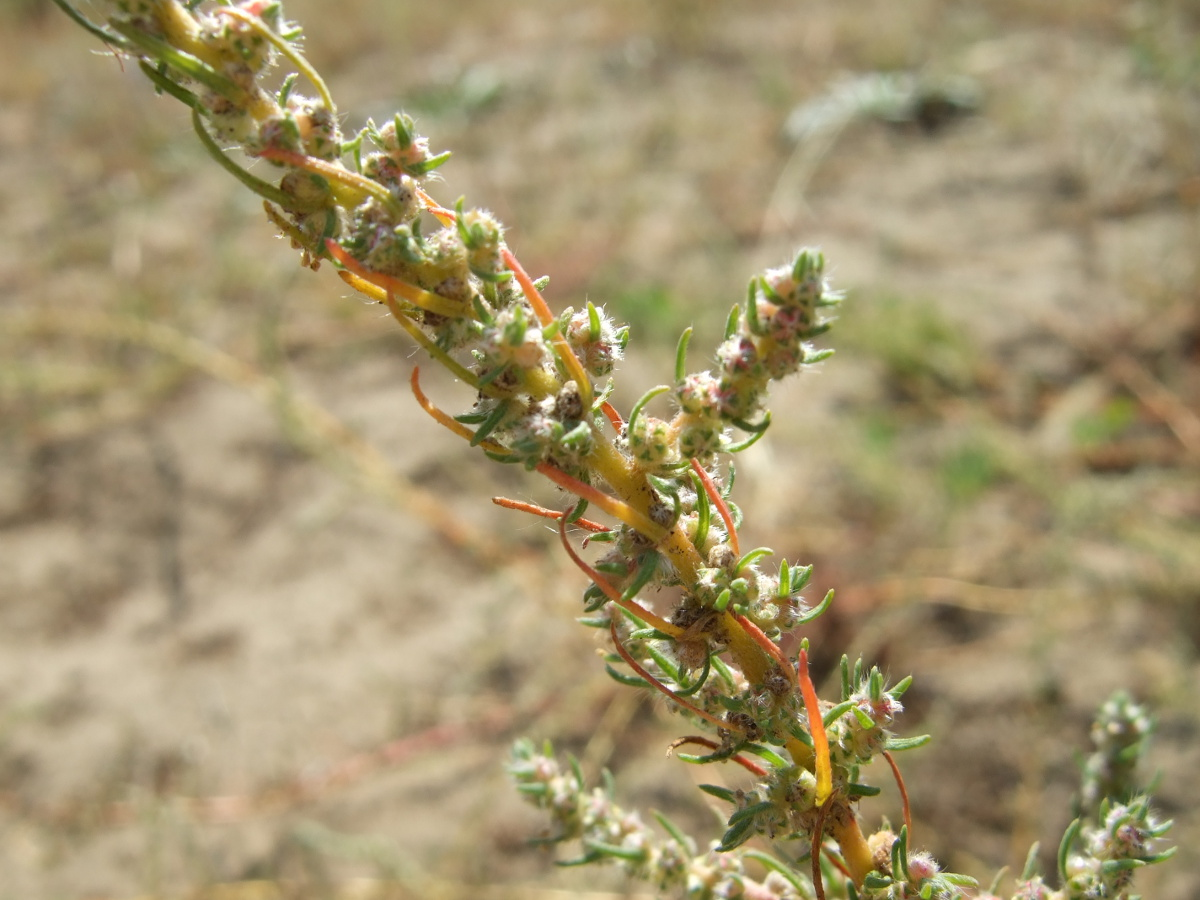
Sand-Radmelde in Darmstadt-Eberstadt

Die Sand-Radmelde gilt europaweit als „stark gefährdet“, da ihre Bestände besonders in Mitteleuropa drastisch zurückgegangen sind.
In Deutschland war die Sand-Radmelde schon immer selten und auf das nördliche Oberrheingebiet beschränkt. Hier war sie früher von Schwetzingen, Mannheim und Worms bis Mainz und Ingelheim am Rhein an sandigen Orten zu finden. Das Verschwinden vieler Sandgebiete durch Bebauung, Sandabbau oder Aufforstung hat ihren Lebensraum sehr eingeschränkt. Auch das Betreten und Befahren von Sanddünen sowie Fraß durch Kaninchen trugen zum Rückgang der Sand-Radmelde bei. Diese Art ist in Rote Liste Deutschlands nach Metzing et al. 2018 in der Gefährdungskategorie 2 = „stark gefährdet“, dies ist eine Verbesserung gegenüber der Liste von 1998.
Im Jahr 2007 wurden in Deutschland alle noch verbliebenen Wuchsorte untersucht. Insgesamt konnte die Sand-Radmelde nur noch an zehn Lokalitäten mit zusammen knapp 1 ha Fläche nachgewiesen werden. Mehr als 99 % aller Individuen fanden sich in nur zwei Schutzgebieten in Darmstadt-Eberstadt, denen somit eine herausragende Bedeutung für den Erhalt der Sand-Radmelde in Deutschland zukommt. In Hessen gilt die Sand-Radmelde als stark gefährdet (Rote Liste 2). 
In Rheinland-Pfalz gilt die Sand-Radmelde als „vom Aussterben bedroht“. Hier wächst sie auf dem Großen Sand bei Mainz. Um dort die letzten Exemplare gegen Kaninchen und Trittschäden zu schützen, wurde der Wuchsort eingezäunt. Seitdem konnte sich der Bestand etwas erholen.
In Baden-Württemberg kommt die Sand-Radmelde nur noch im besonders niederschlagsarmen Gebiet zwischen Mannheim und Sandhausen, den Sandhausener Dünen vor. Daher gilt sie auch in Baden-Württemberg als „vom Aussterben bedroht“.

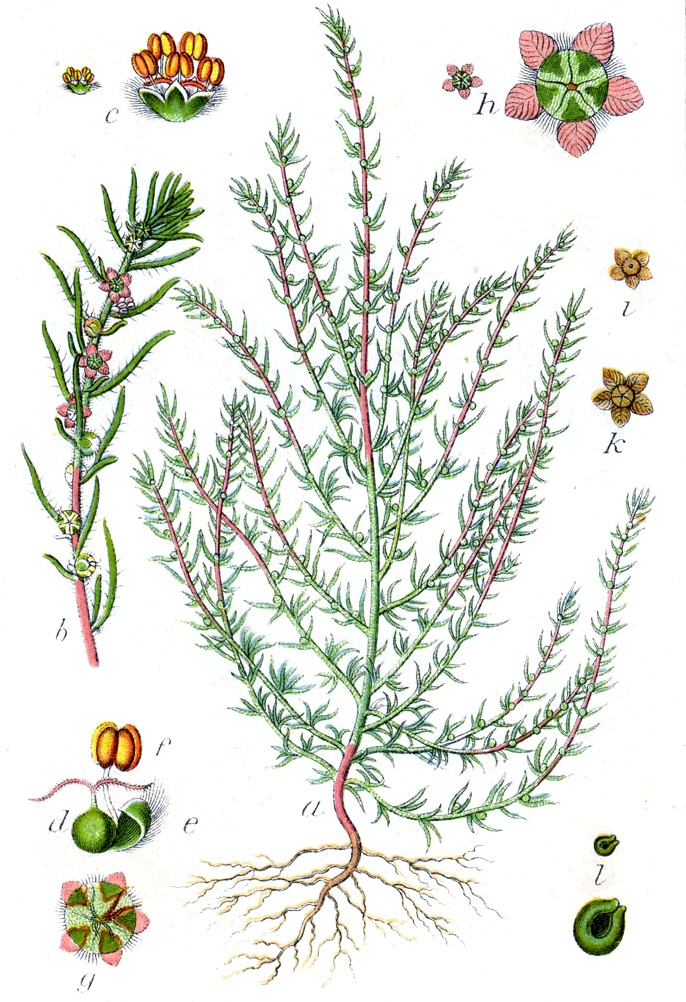
Illustration aus Sturm

## Taxonomie
Die Erstveröffentlichung erfolgte 1774 durch Samuel Gottlieb Gmelin unter dem Namen Salsola laniflora in Reise durch Russland, 1, S. 160, Tafel 37. Die Neukombination zu Bassia laniflora (S.G.Gmel.) A.J.Scott wurde 1978 durch Andrew John Scott in Feddes Repertorium, Band 89, S. 108 veröffentlicht. Phylogenetische Untersuchungen von Kadereit und Freitag bestätigten 2011 diese Zuordnung. 
Weitere Synonyme für Bassia laniflora (S.G.Gmel.) A.J.Scott sind: Kochia laniflora (S.G.Gmel.) Borbás, Salsola arenaria Maerkl., Chenopodium arenarium (Maerkl.) P.Gaertn., B.Mey. & Scherb. (nom. illeg.), Kochia arenaria (P.Gaertn., B.Mey. & Scherb.) Roth, Salsola laniflora S.G.Gmelin, Salsola dasyphylla Pall.

## Nutzung
In China gilt die Sand-Radmelde als gute Futterpflanze und wird von Kamelen und Schafen gefressen.